# Torite
Torite (von jap. tori (取り) „greifen“ und jap. te (手) „Hand“) ist eine technische Bezeichnung aus den japanischen waffenlosen Kampfkünsten wie Karate, Judo und Aikido.
Torite ist die Möglichkeit des Greifens innerhalb einer Handlungskette im Kampf. Das Ergreifen einer gegnerischen Hand dient der  Kontrolle des Gegners. Kontrolle kann einerseits durch das Sperren des Gegners ohne Schmerzwirkung bei gleichzeitiger Unterbindung weiterer Angriffe erfolgen; andererseits aber auch mit Schmerzwirkung durch Hebel oder Stimulation von Nervendruckpunkten. 

## Karate
Stilisiert ist Torite in der im Shotokan-Karate typischen Hikite-Bewegung. Beim Hikite wird die vordere Hand mit einer Drehbewegung an die Körperseite neben bzw. über die Hüfte zurückgezogen und beim Abschluss der Technik mit Körperspannung (Kime) kräftig zur Faust geschlossen. Die Hikite-Bewegung wird bei vielen Karatetechniken ausgeführt und ist damit eine der am meisten geübten Techniken. Im wettkampforientierten Karate (Kumite) wird ihr jedoch keinerlei Bedeutung beigemessen, da dort die zweite Hand als Block verwendet wird. Kein Kämpfer zieht hierbei die zweite Hand an die Hüfte zurück, sondern er schützt sich damit vor Konterschlägen.
Im Karate kann eine Greifbewegung beim Übergang „von Block und Griff zum Konter“ eingeschoben werden, muss aber 
nicht zwingend erfolgen, da nach einer Abwehr auch ein direkter Konter möglich ist.
Größere Beachtung findet sie dagegen im Bunkai, dem Anwendungsstudium einer Kata. So zum Beispiel in den folgenden Shotokan-Katas.
- Heian Shodan: Öffnen, greifen und ziehen der Hand nach Age uke
- Gojūshiho Shō: Tsukami uke
- Bassai Sho: Bo uke, Tsukami uke am Schluss.
- Jitte: Abwehr eines Bō oder Griff zum Hals.

## Judo
Im Judo hat das Ergreifen des Gi des Trainingspartners eine zentrale 
Rolle. Im Kampf gilt hier der Grundsatz „vom Griff zum Wurf“. Entsprechend wichtig ist das Greifen vor dem Wurf. 